# Alexander Graham Bell
Alexander Graham Bell, ameriški znanstvenik, izumitelj, inženir in inovator, * 3. marec 1847, Edinburgh, Škotska, Združeno kraljestvo, † 2. avgust 1922, Beinn Bhreagh, Nova Škotska, Kanada.
Bell, najbolj znan po izumu telefona, je bil pogosto tudi imenovan oče gluhih. Njegov oče, ded in brat so se ukvarjali z govorom, njegova žena in mati sta bili gluhi. Vse to je odločilno vplivalo na njegovo življenjsko delo. Raziskovanje na področju sluha in govora ga je pripeljalo do poskusov z napravami za sluh in prvega patenta za telefon v ZDA.
Bellovo delo je zaznamovalo tudi pionirstvo na področju aeronavtike in vodnih letal. Bell je bil leta 1888 soustanovitelj Ameriškega inštituta za geografijo. Ko je umrl, so vsi telefoni v ZDA nehali zvoniti »v spomin na moža, čigar hrepenenje po komunikaciji jih je omogočilo.«

## Zgodnja leta
Bell se je rodil v Edinburghu 3. marca 1847. Svet okrog njega ga je zelo zanimal, zbiral je primerke rastlin in že kot otrok je delal številne poskuse. Sosed mu je celo posodil majhno delavnico, kjer je lahko eksperimentiral. Mati je podpirala tudi njegov velik talent za umetnost, poezijo in glasbo. Čeprav je bil miren in tih, je obvladal mimiko in glasovne trike, s katerimi je zabaval domače goste. Materina gluhota ga je globoko prizadela (sluh je začela izgubljati, ko je bilo Bellu 12 let), zato se je naučil znakovne govorice. Naučil se je govoriti v jasnih in mehkih tonih, da ga je mati lahko razumela. Njegova izkušnja z gluho materjo ga je spodbudila, da je začel preučevati akustiko.
Že Bellov oče je delal z gluhonemimi. Skušal jih je naučiti pravilne izgovorjave besed in branja z ustnic. Alexandra in njegove brate je naučil zapisa fonetičnih simbolov - vidni govor (Visible Speech). Mladi Bell je postal tako spreten, da je očeta celo spremljal na njegovih javnih demonstracijah. Občinstvo je navduševal s svojo interpretacijo latinščine, galščine in celo sanskrta.

## Prvi poskusi z zvokom
Oče je spodbudil Alexandrovo zanimanje za govor leta 1863, ko sta si ogledala izum sira Charlesa Wheatstonea. Njegov preprost mehanični mož je simuliral človeške glasove. Alexander je bil nad »robotom« tako navdušen, da je z bratovo pomočjo izdelal svojo robotsko glavo. Njun izum je bil neverjetno podoben človeški glavi, ki je bila zmožna izgovoriti nekaj besed. Poskuse z zvokom je delal tudi na domačem terierju. Z malo prepričevanja so obiskovalci verjeli, da je pes izgovarjal: »How are you doing grandma?« Slišati pa je bilo: »Ov ah oo ga ma ma«. Bell se je začel resno ukvarjati z zvokom. Toda revolucionarne eksperimente na tem področju je v Nemčiji že delal Hermann von Helmholtz; po prevodu nemške knjige Sensations of tone, je Bell postavil temelje svojemu delu s prenosom zvoka.
Leta 1865 se je družina preselila v London. Bell je študiral na univerzi v Londonu, obenem pa je očetu pomagal pri njegovemu delu z gluhonemimi. To ga je privedlo do šole za gluhe, ki jo je vodila Susanna E. Hull. Njegovi prvi učenki sta bili gluhonemi deklici, ki sta pod Bellovim vodstvom zelo napredovali.
Leta 1870 je Bell z družino (oba brata sta umrla za tuberkulozo) potoval v Kanado. Blizu mesta Barndford v Ontariu so kupili kmetijo, kjer je Bell postavil lastno delavnico. Nadaljeval je s proučevanjem človeškega glasu, naučil se je nega govora. Delal je številne poskuse, ki so temeljili na Helmholtzovem delu z elektriko in zvokom. Oblikoval je klavir, ki je s pomočjo elektrike prenašal glasbo na daljavo. Z očetom sta nameravala ustanoviti šolo vidnega govora. V Montrealu pa so Bellu ponudili mesto učitelja vidnega govora.

## Telefon
Leta 1874 je Bell eksperimentiral s fonografom, peresu podobno napravo, ki je risala obliko zvočnih valov s sledenjem njihovih vibracij. Menil je, da bi bilo mogoče ustvariti valovanje električnih tokov, ki bi se ujemalo z zvočnim valovanjem. Bell je bil prepričan, da lahko večdelna kovinska palica uglašena na različnih frekvencah kot harfa, spremeni valovanje v zvok. Toda modela, na katerem bi predstavil svoje zamisli, ni imel.
Leta 1874 so se telegrafska sporočila hitro širila po svetu. Predsednik telegrafske zveze William Orton je pooblastil Thomasa Edisona in Elisho Grayja za iskanje uspešnejših načinov uporabe telegrafa.
Bell je svoje delo predstavil Gardinerju Hubbardu in Thomasu Sandersu in bogata moža sta njegove poskuse z zvokom, finančno podprla. Urejanje patentov je prevzel Anthony Pollok.
Marca leta 1875 sta Bell in Pollok obiskala slavnega znanstvenika Josepha Henryja. Prosila sta ga za njegovo mnenje o Bellovih napravah, ki bi lahko prevajale človeški glas. Henryjevo navdušenje je Bella spodbudilo za nadaljevanje poskusov. Toda Bell ni imel opreme in sposobnosti, da bi lahko zgradil model po svojih zamislih. Vse to se je spremenilo, ko je spoznal Thomasa Watsona, izkušenega električnega inženirja in mehanika.
S finančno pomočjo Hubbarda in Sandersa je Bell lahko najel Watsona kot pomočnika pri svojem delu. Eksperimentirala sta z akustično telegrafijo. 2. junija 1875 je Watson po nesreči izpulil enega od kovinskih trsov. Bell je na sprejemajočem koncu žice slišal prizvoke kovinskega jezička, nujne za prenos zvoka. To je Bellu dokazalo, da je za prenos govora potrebna le ena in ne več kovinskih palic oz. jezičkov. To je vodilo do preprostih telefonov, ki so prenašali človeškemu glasu podobne zvoke, vendar ne jasnih glasov.

## Dirka do pisarne s patenti
Medtem je z akustično telegrafijo eksperimentiral tudi Gray in razmišljal o možnostih prenosa zvoka z vodnim oddajnikom. 14. februarja 1876 je Gray prijavil svoj patent. Istega jutra je Bellov odvetnik izpolnil patentno prijavo za telefon v lokalnem patentnem uradu. Zahteval je, da višji uradnik Zenas Fisk Wilber takoj potrdi in evidentira patent. To ni bilo v skladno s pravili patentnega urada, saj je moral najprej sprejeti nižji uradnik, šele nato višji. Ker pa je bil odvetnik stalna stranka urada, je Wilber privolil. Pet dni kasneje je Wilber opazil, da sta si patent Graya in Bella zelo podobna. Še zmeraj obstaja vprašanje, kdo je v resnici izumil telefon, čeprav izum priznavajo Bellu.
14. februarja 1876 je bil Bell v Bostonu. Hubbard, ki je plačeval stroške Bellovega dela, je njegovemu odvetniku naročil, naj prijavi patent za telefon. To sta storila brez Bellove vednosti. Patent številka 174465 je bil izdan Bellu 7. marca 1876 kot »naprava, ki telegrafsko prenaša glasove s povzročanjem električnih valov, ki so podobni vibracijam zraka, ki spremljajo govor ali drug zvok«.
Tri dni po tem, ko je bil patent izdan, je Bell eksperimentiral z vodnim oddajnikom. Uporabljal je mešanico kisline in vode. Vibracije zaslonke so povzročile nihanje igle v vodi, ki je spreminjala električno napetost v električnem krogu. Ko je Bell spregovoril slavni stavek: »Gospod Watson — Pridite k meni — Rad bi vas videl,«  v vodni oddajnik, je Watson, stoječ na sprejemajočem koncu, besede jasno slišal. Bellov uspešni poskus Grayjevega vodnega oddajnika je dokazal, da je možno človeški glas električno prenesti. Kasneje je Bell elektromagnetni telefon še izboljšal in ni več uporabljal vodnega oddajnika v javnih predstavitvah.
Bistvo telefona je, da na strani oddajnika zvok spremeni v elektromagnetno valovanje na strani sprejemnika pa to valovanje spremeni v zvok.
Bell je svoj izum kasneje predstavil Pedru II. Brazilskemu, lordu Kelvinu, priznanemu škotskemu znanstveniku, in celo kraljici Viktoriji, ki je njegov izum označila za »izredno nenavaden.«
Podjetje The Bell Telephone Company je bilo za trženje izuma ustanovljeno leta 1877 in do leta 1886 je imelo telefon v ZDA nad 150.000 ljudi.
Bell je umrl 2. avgusta 1922 v starosti 75 let. Žena Mabel je med dolgotrajno boleznijo skrbela zanj. Pokopan je bil na vrhu gore Beunn Bhreagh na otoku Cape Breton, s pogledom na jezero Bras d'Or.